# Хорвиц, Карл
Карл Хорвиц (нем. Karl Horwitz; 1 января 1884, Вена — 18 августа 1925, Зальцбург) — австрийский композитор и дирижёр.
Окончил Венский университет (1906) как музыковед, ученик Гвидо Адлера. В 1904—1908 гг. частным образом изучал композицию под руководством Арнольда Шёнберга. Работал дирижёром в Трире и Габлонце, в 1911—1914 гг. капельмейстер Немецкой оперы в Праге.
Известен преимущественно как автор вокальных сочинений (в том числе на стихи Гёльдерлина, Стефана Георге, Теодора Шторма), из которых более ранние выказывают восхищение Густавом Малером, позднейшие смещаются в сторону более радикального авангарда. Премьера нескольких песен Хорвица была включена 31 июля 1921 года в первый концерт Дней новой музыки в Донауэшингене. Написал также Симфоническую увертюру Op. 5 (1922), два струнных квартета и др. Под редакцией Хорвица вышел сборник «Венская инструментальная музыка до и около 1750 г.» (нем. Wiener Instrumentalmusik vor und um 1750; 1908, том 31 в серии «Denkmäler der Tonkunst in Österreich») с произведениями Г. Ройтера (младшего), М. Шлёгера, Й. Штарцера и Г. К. Вагензейля.